# The Bludgeon
The Bludgeon è un film muto del 1915 diretto da Webster Cullison.
È tratto dal lavoro teatrale omonimo di Paul Armstrong, rappresentato al Maxine Elliott's Theatre di Broadway nel settembre 1914.

## Produzione
Il film fu prodotto dalla Equitable Motion Pictures Corporation.

## Distribuzione
Distribuito dalla World Film, il film uscì nelle sale cinematografiche statunitensi il 18 ottobre 1915.